# Río Telire
El río Telire es un cuerpo de agua de Costa Rica localizado en la provincia de Limón, en la parte oriental del país. La confluencia del Telire con el río Yorkín crea el Sixaola, que hace parte de la frontera entre Costa Rica y Panamá.
El clima de la selva tropical prevalece en la zona. La temperatura media anual es de 22 °C. El mes más cálido es octubre, cuando la temperatura promedio es de 22 °C, y el más frío es enero, a 19 °C. El promedio anual promedio es de 2 550 milímetros. El mes más lluvioso es julio, con un promedio de 434 mm de precipitación, y el más seco es febrero, con 75 mm de lluvia.